# 吉武永賀
吉武 永賀（よしたけ ひさよし、1961年2月24日 - ）は、コーチ。ミッショントレーナー。株式会社LPN創業者。一般財団法人日本コアコンディショニング協会創設者。
愛称・たけやん。
16年間の愛知県立学校保健体育科教諭経験を経て、2000年ストレッチポール®を開発し、株式会社LPNを創業。2003年一般社団法人日本コアコンディショニング協会創設。2008年ブレークスルーコーチング主宰、2017年ミッションスクールへと名称変更し再開。生命保険営業マンの育成では、2022年現在、社内日本一5名・TOT19名・COT23名・MDRT多数を輩出している。コーチを兼任する実業家。

## 学歴
- 愛知県立東浦高等学校 卒業
- 日本体育大学 体育学部体育学科 卒業

## 実績・指導方法
愛知県立南陽高等学校にて保健体育科教諭として着任。生徒指導課担当として校内風紀を建て直した一方で、陸上競技部監督としては7年間の教員生活で4人の全国大会入賞者を育成。1996年第51回ひろしま国体では、愛知県代表陸上競技成年女子チームの監督を務める。
2021年現在は、講演、研修・スクール事業を活発に行なっている。2021年までに健康教育者の独立起業を約200人余り支援し、パーソナルトレーナーやマイクロジムの事業サポートを行なっている。また、生命保険営業マンの育成では、2022年までに保険会社・代理店の日本一を5名・TOT19名・COT23名・MDRTを多数輩出している。
教育理念は「成功するとは変わることじゃない、自分らしい幸せな人生をおくることだ」「ミッションに生きろ」「自愛に生きろ」。

## 経歴
- 愛知県立一宮養護学校　保健体育科教諭（1983年）
- 愛知県立南陽高等学校普通科　保健体育科教諭（1988年）
- 愛知県立名南工業高等学校　保健体育科教諭（1995年）
- 株式会社ＬＰＮ創業 代表取締役就任（2000年）
- ストレッチポール®発売開始（2001年）
- 一般社団法人 日本コアコンディショニング協会創設 理事長（2003年）
- たけやん道場 ブレークスルーコーチング創設（2008年）
- ひめトレ®発売開始（2010年）
- ブレークスルーコーチング名称変更 ミッションスクール再開（2017年）

## 役職
- 株式会社ＬＰＮ　代表取締役
- 日本コアコンディショニング協会 名誉理事
- たけやん道場 道場主
- ミッションスクール ミッショントレーナー

## 講演実績
- ＭＤＲＴ日本会千葉・茨城ブロック　「ひとが激変するヒミツ」（2013年）
- ＪＡＩＦＡ神奈川県支部「ひとの成長を紐解く」（2015年）
- ＭＤＲＴ日本会メットライフ会「ミッションに生きる」（2017年）
- ＭＤＲＴ日本会都内ブロック「ミッションに生きる」（2017年）
- ＭＤＲＴ九州ブロック「ミッションに生きる」（2018年）
- ＭＤＲＴソニー会「科学的根拠に基づく高成果を出すための正しい成長戦略」（2019年）
- ＭＤＲＴ東海ブロック「ＤＸ時代の営業戦略」（2020年）
- ＭＤＲＴ北陸ブロック「購買心理に基づく正しい営業プロセス」（2021年）
- MDRTメットライフ会「ヒトが劇的に成長するメカニズム」（2021年）
- JAIFAアクサ会「チームビルディング」（2021年）
- MDRT近畿ブロック「購買心理に基づいた保険営業の正しいプロセス」(2022年)